# Тадзима (провинция)
Провинция Тадзи́ма (яп. 但馬国 Тадзима но Куни) — историческая провинция Японии, которую сегодня включает в себя северная часть префектуры Хёго. Тадзима граничит с провинциями Харимой, Инабой, Тамбой и Танго.

Карта исторических областей Японии(1868) — выделена область Тадзима

Древняя столица провинции расположена на территории рядом с современной Тоёокой, замок располагался рядом с Идзуси. Большую часть периода Сэнгоку эта территория находилась под управлением клана Ямана, подчинявшегося Оде Нобунаге.
Тадзима известна множеством онсэнов, пляжей и небольших лыжных курортов. Основой промышленности региона являются рыболовство, фермерство и туризм.